# TvOS 9
tvOS 9 è la nona versione del sistema operativo per Apple TV sviluppato dalla Apple Inc.

## Tabella delle versioni
| Versione | Versione di iOS | Data di pubblicazione | Disponibile per               |
| -------- | --------------- | --------------------- | ----------------------------- |
| 9.0      | 9.0             | 29 ottobre 2015       | Apple TV (quarta generazione) |
| 9.0.1    | 9.1             | 9 novembre 2015       | Apple TV (quarta generazione) |
| 9.1      | 9.2             | 8 dicembre 2015       | Apple TV (quarta generazione) |
| 9.1.1    | 9.2.1           | 25 gennaio 2016       | Apple TV (quarta generazione) |
| 9.2      | 9.3             | 21 marzo 2016         | Apple TV (quarta generazione) |
| 9.2.1    | 9.3.2           | 16 maggio 2016        | Apple TV (quarta generazione) |
| 9.2.2    | 9.3.3           | 18 luglio 2016        | Apple TV (quarta generazione) |

## Changelog ufficiale
Di seguito è riportato il changelog ufficiale di ogni versione:

### tvOS 9.0
- Nuova esperienza utente: scopri un nuovo modo di usare il televisore con la superficie Touch e la voce.
- Siri: pronuncia semplicemente il titolo del film o del programma che desideri guardare.
- App Store: cerca, sfoglia e scarica app direttamente sull'Apple TV.
- Musica: usa Apple Music con i migliori altoparlanti a casa e ottieni l'accesso alla libreria musicale di iCloud e a iTunes Match.

### tvOS 9.0.1
- Questo aggiornamento include miglioramenti generali di prestazioni e stabilità.

### tvOS 9.1
- Siri per Apple Music: cerca, riproduci e gestisci la tua musica su Apple TV.
- App Remote per Apple Watch: usa Apple Watch per navigare nell'Apple TV.

### tvOS 9.1.1
- App Podcast: goditi i tuoi podcast preferiti sul grande schermo.
- Informazioni aggiuntive: questo aggiornamento include anche miglioramenti generali di prestazioni e stabilità.

### tvOS 9.2
- Dettatura: premi il tasto del telecomando e usa la voce per inserire rapidamente il testo sullo schermo. La funzione richiede inglese, francese, tedesco, giapponese o spagnolo come lingua di sistema.
- Sintonizzazione in diretta: chiedi a Siri di accedere a un canale in diretta all'interno di un'app supportata, ad esempio CBS o ESPN.1 Questa funzione è disponibile solo negli Stati Uniti.
- Siri per App Store: Cerca le app per titolo, categoria o sviluppatore.1
- Siri:1 Siri ora riconosce lo spagnolo negli Stati Uniti e il francese in Canada. Se la lingua che utilizzi per Siri è l'inglese e vivi in Australia, Canada, nel Regno Unito o negli Stati Uniti, puoi scegliere l'inglese dell'Australia, del Regno Unito o degli Stati Uniti.
- Foto: guarda la tua libreria foto di iCloud, incluso Live Photos, sul grande schermo.
- Cartelle: per un accesso più semplice, crea cartelle per organizzare le tue app.
- Tastiera Bluetooth: usa la tastiera Apple Wireless Keyboard per controllare la tua Apple TV.
- Visualizzazione sala conferenze: blocca la Apple TV su Visualizzazione sala conferenze per ambienti aziendali e formativi. Mostra le istruzioni su schermo su come utilizzare AirPlay.
- Compatibilità con le barre sonore di Samsung e migliora le prestazioni generali sull'Apple TV Remote.

### tvOS 9.2.1
- App Apple TV Remote per iOS: dall'iPhone, puoi navigare in Apple TV tramite tocco, chiedere a Siri di cercare qualcosa di bello da guardare, scrivere con la tastiera e molto altro ancora.
- Informazioni aggiuntive: questo aggiornamento include anche miglioramenti generali di prestazioni e stabilità.

### tvOS 9.2.2
- Questo aggiornamento include miglioramenti generali di prestazioni e stabilità.